# 金融商品取引法
《金融商品取引法》，舊名《証券取引法》，是日本就有關其國家的有價證券交易及相關產品的監管法例，以保障投資者。法例於戰後的昭和23年（公元1948年）4月13日通過，編號為《昭和23年法律第25號》。

## 外部連結
- （日語） 総務省法令データ提供システム